# Майсцова
Майсцова (пол. Majscowa) — село в Польщі, у гміні Дембовець Ясельського повіту Підкарпатського воєводства.
Населення — 538 осіб (2011).
У 1975-1998 роках село належало до Кросненського воєводства.

## Демографія
Демографічна структура станом на 31 березня 2011 року:
|          | Загалом | Допрацездатний вік | Працездатний вік | Постпрацездатний вік |
| -------- | ------- | ------------------ | ---------------- | -------------------- |
| Чоловіки | 268     | 58                 | 180              | 30                   |
| Жінки    | 270     | 58                 | 163              | 49                   |
| Разом    | 538     | 116                | 343              | 79                   |